# Friedrich Karl von Thürheim
Pour les articles homonymes, voir Thürheim.
Friedrich Karl Hubertus Johannes Nepomuk Graf von Thürheim (né le 6 novembre 1763 à Ratisbonne, mort le 10 novembre 1832 à Ansbach) est un homme politique bavarois.

## Biographie
Friedrich Karl comte de Thürheim est issu de la famille noble bavaroise-souabe de Thürheim (de). Il est le fils du chambrier du Palatinat-Bavière Carl von Thürheim (Thierheim) et de son épouse Maria Amalia Friederika, baronne Karl von Bebenburg. Avec son ami d'enfance Friedrich Schiller, il est élève de la Haute école Charles (de) à Stuttgart et obtient ensuite un diplôme en droit.
Après être entré au service de l'État bavarois, il épouse Walburga von Weiches. En 1803, il devient président des deux nouvelles directions du Land dans la Franconie à Bamberg et Wurtzbourg, où il travaille également comme conservateur électoral bavarois de l'université et commissaire général. Von Thürheim, dont l'ami d'enfance Friedrich Wilhelm von Hoven (de), suggéré par von Thürheim, travaille au Juliusspital, soutient la modernisation de la salle d'opération dans la nouvelle traité de cure au début du XIXe siècle, pour lequel Johann Bartholomäus von Siebold (de) écrit le premier volume de remerciement dédié à sa revue Chiron. En 1806, von Thürheim revient à la principauté d'Ansbach en tant que représentant bavarois de la Prusse. Il quitte Ansbach en 1807 avec le docteur Nicolaus Anton Friedreich. En 1808, il devient commissaire général du district de Pegnitz à Nuremberg. Il peut facilement faire face aux troubles qui surgissent là-bas en raison de la réforme administrative.
En 1809, il est temporairement envoyé comme commissaire du tribunal à Innsbruck, dans le Tyrol, également secoué par des troubles. L'année suivante, en 1810, il est nommé commissaire général du district du Main à Bayreuth et en 1814 conseiller privé.
En 1817, après la chute de Maximilian von Montgelas, il est nommé son successeur au poste de ministre de l'Intérieur de Bavière. À la fin de l'année, il rachète à la famille von Ruffin les domaines agricoles bavaroises de Planegg, Seeholzen (de), Krailling et Frohnloh. En 1817, il devient membre honoraire de l'Académie bavaroise des sciences.
En janvier 1826, Thürheim devient chef du ministère des Affaires étrangères, mais ne parvient pas à occuper ce poste longtemps. En avril 1827, il reçoit un congé ; les affaires officielles sont dirigées par le ministre de la Justice Georg Friedrich von Zentner (de). En 1828, Thürheim prend définitivement sa retraite.